# Primera divisió portuguesa de futbol 2005-06
Els resultats de la temporada 2005/06 de la Primera divisió de futbol portuguès "Lliga portuguesa de futbol" (reanomenada aquesta temporada amb el nom del seu patrocinador com a "Lliga Betandwin") es mostren a continuació:

## Classificació general
| Lloc | Equip                     | J  | G  | E  | P  | GF | GC | DG  | PTS. |
| ---- | ------------------------- | -- | -- | -- | -- | -- | -- | --- | ---- |
| 1    | FC Porto                  | 34 | 24 | 7  | 3  | 54 | 16 | 38  | 79   |
| 2    | Sporting CP               | 34 | 22 | 6  | 6  | 50 | 24 | 26  | 72   |
| 3    | SL Benfica                | 34 | 20 | 7  | 7  | 51 | 29 | 22  | 67   |
| 4    | SC Braga                  | 34 | 15 | 9  | 10 | 35 | 22 | 13  | 54   |
| 5    | Clube Desportivo Nacional | 34 | 15 | 9  | 10 | 42 | 32 | 10  | 54   |
| 6    | Boavista FC               | 34 | 12 | 13 | 9  | 37 | 30 | 7   | 49   |
| 7    | UD Leiria                 | 34 | 13 | 8  | 13 | 44 | 42 | 2   | 47   |
| 8    | Vitória Futebol Clube     | 34 | 14 | 4  | 16 | 28 | 33 | -5  | 46   |
| 9    | CF Estrela da Amadora     | 34 | 12 | 9  | 13 | 31 | 33 | -2  | 45   |
| 10   | CS Marítimo               | 34 | 10 | 14 | 10 | 38 | 37 | 1   | 44   |
| 11   | FC Paços Ferreira         | 34 | 11 | 8  | 15 | 38 | 50 | -12 | 41   |
| 12   | Gil Vicente FC            | 34 | 11 | 7  | 16 | 37 | 42 | -5  | 40   |
| 13   | Académica de Coimbra      | 34 | 10 | 10 | 14 | 37 | 46 | -9  | 40   |
| 14   | CF Belenenses             | 34 | 11 | 6  | 17 | 40 | 42 | -2  | 39   |
| 15   | Naval 1º Maio             | 34 | 11 | 6  | 17 | 35 | 48 | -13 | 39   |
| 16   | Vitória Guimarães         | 34 | 8  | 11 | 15 | 28 | 40 | -12 | 35   |
| 17   | Rio Ave FC                | 34 | 8  | 10 | 16 | 34 | 53 | -19 | 34   |
| 18   | FC Penafiel               | 34 | 3  | 8  | 23 | 22 | 62 | -40 | 17   |

| Lliga de Campions | Fase Prèvia Lliga de Campions | UEFA | Descens |

## Resultats
- Lliga de Campions: FC Porto, Sporting CP
- Fase Prèvia Lliga de Campions: SL Benfica
- UEFA: SC Braga
- Descendits: FC Penafiel, Vitória Guimarães, Rio Ave FC
- Ascendit: SC Beira Mar

## Màxims golejadors
| Albert Meyong | Belenenses       | 17 |
| João Tomás    | Braga            | 15 |
| Nuno Gomes    | Benfica          | 15 |
| Liedson       | Sporting         | 15 |
| André Pinto   | Nacional Funchal | 14 |